# Mallig
Mallig (Filipino: Bayan ng Mallig) ist eine philippinische Stadtgemeinde in der Provinz Isabela, Verwaltungsregion II, Cagayan Valley. Sie hat 30.459 Einwohner (Zensus 1. August 2015), die in 18 Barangays lebten. Sie wird als Gemeinde der vierten Einkommensklasse auf den Philippinen und als teilweise urbanisiert eingestuft.  
Mallig liegt im Westen der Provinz. Die Gemeinde liegt am Fuß des Gebirgsmassivs der Cordillera Central im Westen, im Tal des Mallig-River. Sie liegt 392 km nördlich von Manila und ist über den Marhalika Highway erreichbar. Ihre Nachbargemeinden sind Roxas im Süden, Paracelis im Westen, Quezon im Norden und Quirino im Osten.

## Baranggays
| - Binmonton - Casili - Centro I - Centro II - Holy Friday - Maligaya - Manano - Olango - Rang-ayan | - San Jose Norte I - San Jose Norte II - San Jose Sur - San Pedro - San Ramon - Siempre Viva Norte - Siempre Viva Sur - Trinidad - Victoria |

## Weblink
- Informationen der Philippine Statistics Authority über Mallig